# アニエス・ベー
アニエス・ベー（agnès b., 本名：アニエス・トゥルブレ／Agnes Troublé, 1941年11月26日 - ）は、フランスのファッションデザイナー。
彼女が手がけるファッションブランドについてもここで扱う。

## 経歴
フランスのヴェルサイユで弁護士の娘として生まれた。美術館のキュレーターを目指して、ヴェルサイユ美術学校に進学。卒業後の17歳のときに編集者のクリスチャン・ブルゴワと結婚し、長男を出産したが19歳で離婚。その後、雑誌出版社の『ELLE』の編集者となり、子ども向けのファッションを担当していた。同社退社後は「ドロテビス」に2年間務めた後、フリーのデザイナーとして「ピエール・ダルビー」などの仕事を請け負った。
1975年に自らのファッションブランドとしてアニエス・ベーを立ち上げ、パリ1区レ・アール地区ジュール通り6番地 (6 Rue du Jour) にブティックをオープン。ブランド名の「ベー」は前夫ブルゴワの頭文字に由来する。1980年には、ニューヨークに2号店を出店。その後、オランダ・イギリス・日本・香港・スイスなどにも進出し、世界中に店舗を持つブランドに育てあげた。私生活では2度の離婚を経験し、3人の男性との間に5人の子供をもうけた。
チャリティーにも熱心で、日本赤十字社、エイズ撲滅活動やサラエヴォやコソボに対する支援を行っている。阪神・淡路大震災の際にも、Tシャツを販売して収益を支援活動にあてた。また、2004年からスクーナータラを運用して海洋環境の調査を行うタラ財団の主な支援者でもある。
映画界ともかかわりが深く、独自の映画製作会社「Love Streams Productions」をパリに設立。2013年、家庭に問題のある11歳の少女と60歳のスコットランド人男性が偶然出会い、男性が運転するトラックに乗って旅をするロードムービー『わたしの名前は…』（原題：Je m'appelle Hmmm...）を本名のアニエス・トゥルブレ名義で自ら監督した。同作はこの年のヴェネツィア国際映画祭でプレミア上映され、第14回東京フィルメックスで特別招待作品となった。

## ブランド

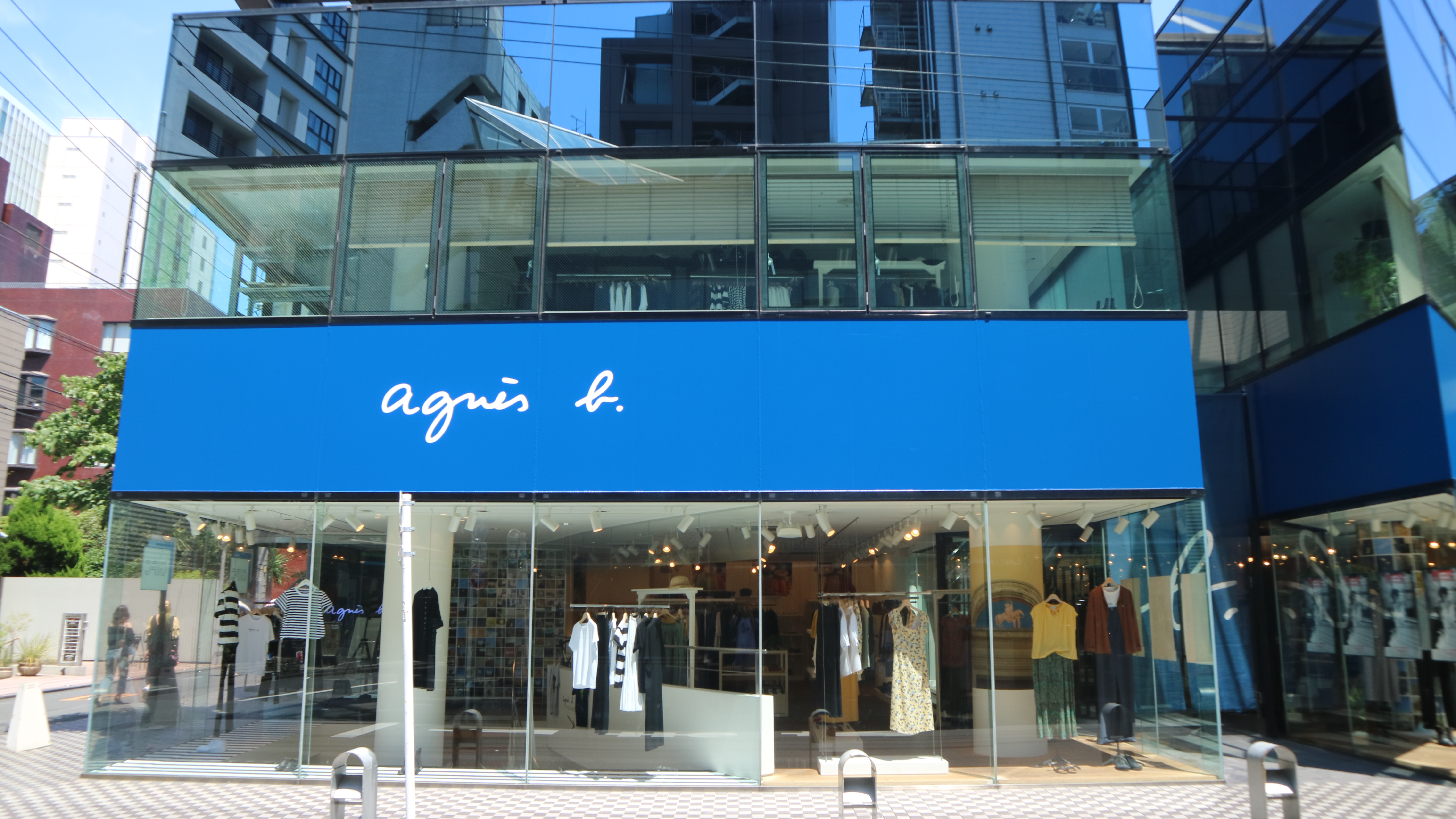
A gnesb.AOYAMA 201908

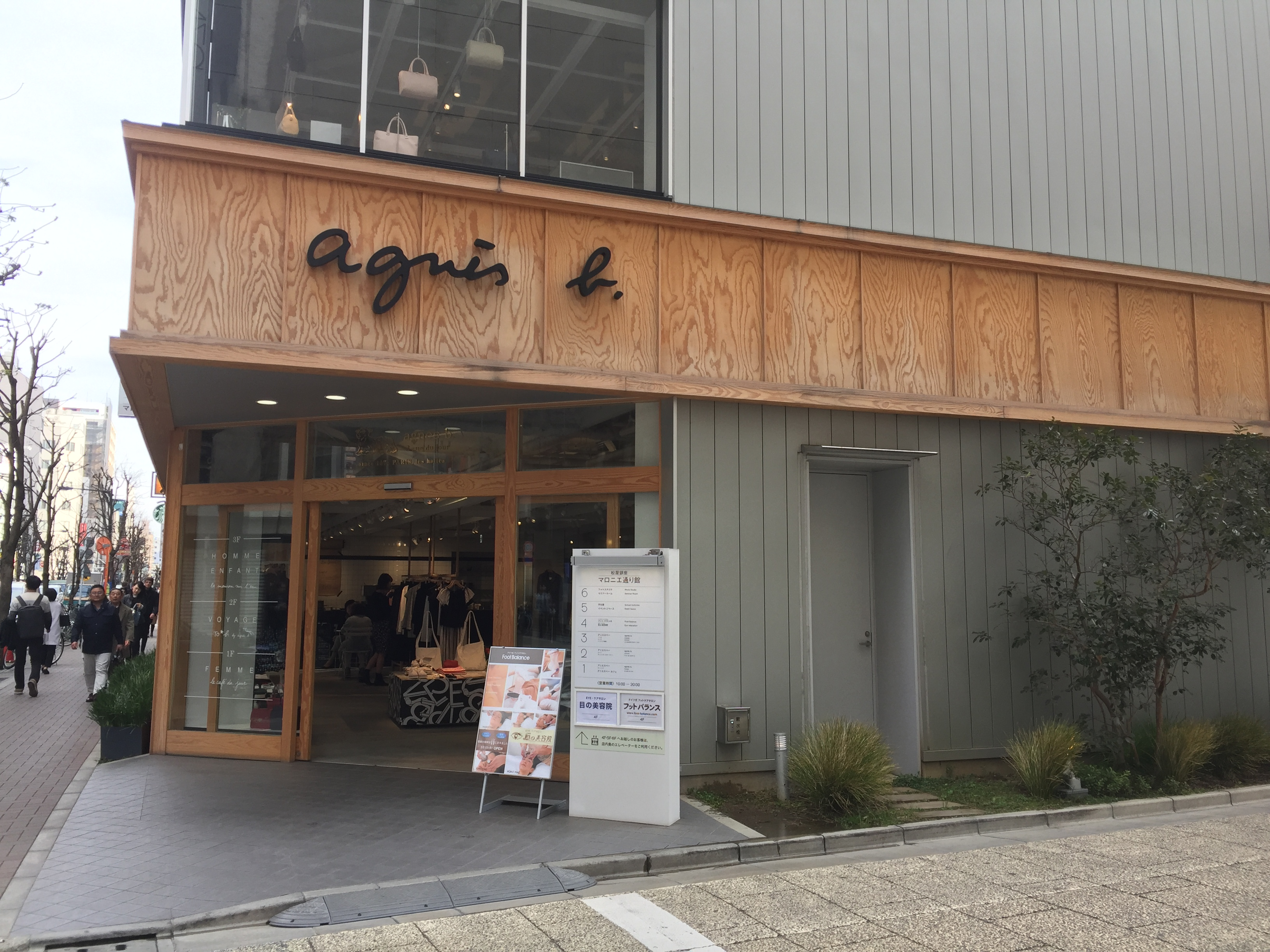
銀座店(松屋銀座)

1975年、パリ1区のジュール通りに第1号店をオープン。1980年にはニューヨーク、1983年にはアムステルダム、1984年には日本およびパリ、その後イギリス、オーストラリア、スイス、香港に出店。1990年代後半にはホノルル、シンガポール、レバノン、ベイルートにも出店した。2022年現在、パリにあるCMC Agnès bの他、日本（agnès b. Japan Inc.）、香港（agnès b. HK Ltd.）、中国（Irony Ltd）、シンガポール（U100 Pte Ltd.）、台湾（agnès b. Taiwan Ltd.）、アメリカ（agnès b. Worldwide Inc.）、イギリス（agnès b. UK Ltd.）に子会社がある。
婦人服・紳士服・子供服・雑貨・化粧品・香水と幅広い展開をしている。流行にとらわれないシンプルで機能的なデザインが特徴。ロゴはトカゲ。

### 主なブランド
- agnès b. FEMME（ファム：レディス）
- agnès b. HOMME（オム：メンズ）
- agnès b. ENFANT（アンファン：子供服）
- to b. by agnès b（トゥービー バイ アニエスベー）
- agnès b. VOYAGE（ボヤージュ：バッグ）
- agnès b. PARIS

## アニエスベージャパン
日本での展開は、フランスのC.M.C S.A.と日本のサザビー（現・サザビーリーグ）が合弁で1983年12月に株式会社アニエスベーサンライズを設立。1984年、東京・青山に1号店をオープン。全国の百貨店内などに店舗がある。2001年時点で42店舗ある。2005年3月、サザビーはC.M.C S.A.との合弁契約を解消、アニエスベーサンライズはC.M.C S.A.の完全子会社になっている。

## 書籍
- 『agnès b. STYLISTE』 青幻舎、2016年、ISBN 978-4861525629